# Evi Van der Planken
Evi Van der Planken (8 januari 1979) is een Belgische politica voor N-VA. 

## Biografie
Van der Planken studeerde rechten aan de Katholieke Universiteit Leuven en werkt als advocate.
Ze kwam voor het eerst op bij de gemeenteraadsverkiezingen van 2012, en was meteen lijsttrekster in het district Berchem en haalde 2118 voorkeurstemmen. Door de goede verkiezingsuitslag werd ze na de verkiezingen ook meteen districtsraadsvoorzitter. Ze is tevens bevoegd voor jeugd, communicatie, veiligheid, begroting, werk en activering.
Van der Planken is getrouwd met Rob Van de Velde, die van 2013 tot 2018 schepen was in de stad Antwerpen.